# Saxifraga camboana
Saxifraga camboana är en stenbräckeväxtart som beskrevs av Font Quer. Saxifraga camboana ingår i Bräckesläktet som ingår i familjen stenbräckeväxter. Inga underarter finns listade i Catalogue of Life.